# Archie M. Gubbrud

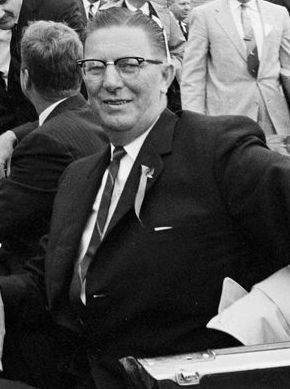
Archie M. Gubbrud (1962)

Archie M. Gubbrud (* 31. Dezember 1910 im Lincoln County, South Dakota; † 26. April 1987 in Sioux Falls, South Dakota) war ein US-amerikanischer Politiker und von 1961 bis 1965 der 22. Gouverneur des Bundesstaates South Dakota.

## Frühe Jahre
Archie Gubbrud besuchte bis 1929 die Augustana Academy in Canton. Danach war er als Farmer tätig. Zwischen 1934 und 1950 war er bei der Gemeinde Norway angestellt. Gleichzeitig war er von 1946 bis 1951 auch noch im Schulrat von Alcester. Zwischen 1949 und 1969 fungierte er als Direktor der State Bank of Alcester. Zwischen 1950 und 1960 saß Gubbrud als Abgeordneter im Repräsentantenhaus von South Dakota. Im Jahr 1957 war er als Nachfolge von Nils Boe Parlamentspräsident (Speaker). Im Jahr 1960 wurde er als Kandidat der Republikanischen Partei gegen den demokratischen Amtsinhaber Ralph Herseth zum neuen Gouverneur von South Dakota gewählt.

## Gouverneur von South Dakota
Gubbrud trat sein neues Amt am 3. Januar 1961 an. Nach einer Wiederwahl im Jahr 1962 (wieder gegen Herseth) konnte er insgesamt vier Jahre als Gouverneur amtieren. In dieser Zeit setzte er sich für eine bessere Bildungspolitik ein, indem er den entsprechenden Haushalt erhöhte. Damals wurde mit dem Bau des Custer State Hospital begonnen. Auch das Arbeitsministerium (Department of Labor) entstand. Im Jahr 1962 ging das Kraftwerk am Oahe-Staudamm am Missouri in Betrieb und versorgte große Teile des Staates mit Elektrizität. Ebenfalls in Gubbruds Amtszeit fiel die 100-Jahr-Feier der Gründung des Dakota-Territoriums.

## Weiterer Lebenslauf
Nach dem Ende seiner Amtszeit widmete sich Gubbrud wieder seinen privaten Interessen. Er war Delegierter zu den Republican National Conventions in den Jahren 1964 und 1968. Ebenfalls im Jahr 1968 bewarb er sich erfolglos um einen Sitz im US-Repräsentantenhaus. 1969 ernannte ihn Präsident Richard Nixon zum Leiter der Farmers Home Administration, einer Bundesbehörde, die sich um die Belange der Landwirte kümmerte. Dieses Amt übte Gubbrud bis 1977 aus. Danach zog er sich in das Privatleben zurück. Er starb 1987 an Lungenkrebs. Archie Gubbrod war mit Florence Dexter verheiratet, mit der er drei Kinder hatte.